# Тхо веак тыбэй

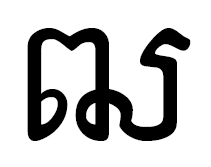

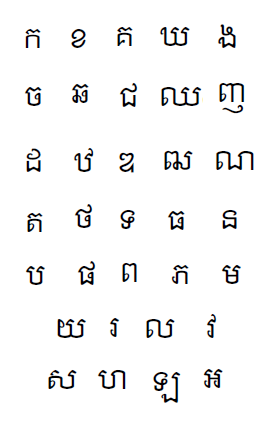

Тхо, ឍ , тхо веак тыбэй (кхмер. веак тыбэй — третья варга; варга — ряд алфавита) — 14-я буква кхмерского алфавита, самая редкая согласная буква алфавита. 
В сингальском пали соответствует букве махапрана даянна мурддхаджа, в бирманском пали соответствует букве дайейхмоу, в тайском пали соответствует букве тхопхутхау - ฒ (старик).